# Wiktor Raskow
Wiktor Wiktorowycz Raskow, ukr. Віктор Вікторович Расков (ur. 8 maja 1984 w Odessie) – ukraiński piłkarz, grający na pozycji napastnika.

## Kariera piłkarska

### Kariera klubowa
Wychowanek klubów Czornomoreć Odessa i Szachtar Donieck, barwy których bronił w juniorskich mistrzostwach Ukrainy (DJuFL). Latem 2001 rozpoczął karierę piłkarską w trzecioligowym zespole Maszynobudiwnyk Drużkiwka. Potem występował w drugiej drużynie Czornomorca Odessa, amatorskim zespole Syhnał Odessa oraz trzecioligowych klubach Dnister Owidiopol i Arsenał Charków. Latem 2006 przeszedł do pierwszoligowej Stali Dnieprodzierżyńsk. Rozegrał tylko jeden mecz, dlatego podczas przerwy zimowej sezonu 2006/07 wyjechał za granicę, gdzie podpisał kontrakt z litewskim FK Šiauliai. Na początku 2009 zmienił klub na Kruoja Pokroje, ale latem 2009 przeniósł się do trzecioligowej Pogoni Siedlce. Po pół roku jednak powrócił do FK Šiauliai. Latem 2011 wrócił do Ukrainy, gdzie zasilił skład Heliosa Charków. Latem 2014 przeszedł do Awanhardu Kramatorsk. W 2014 krótko bronił barw FC Andijon. W sezonie 2014/15 występował w Reał Farma Odessa. Również grał w amatorskim w tamtym czasie zespole Żemczużyna Odessa. W 2017 wyjechał za ocean, gdzie podpisał kontrakt z FC Vorkuta.